# Pur Chaman
Pur Chaman är ett distrikt i Afghanistan. Det ligger i provinsen Farah, i den centrala delen av landet, 500 kilometer väster om huvudstaden Kabul.
Distriktet beräknades år 2022 ha cirka 63 000 invånare.